# Reichenbach im Kandertal
Reichenbach im Kandertal (bis 1957 offiziell Reichenbach bei Frutigen genannt) ist eine politische Gemeinde im Verwaltungskreis Frutigen-Niedersimmental des Kantons Bern in der Schweiz.

## Geographie
Die Struktur der Gemeinde Reichenbach ist komplex. Die Gemeinde ist in die acht Bäuerten (Teilgemeinden) Reichenbach, Faltschen, Scharnachtal, Kiental, Kien-Aris, Reudlen, Wengi und Schwandi aufgeteilt. Diese «Bäuerten» sind autonom und von eigenen Kommissionen verwaltet. Politisch gehören sie zur Einwohnergemeinde Reichenbach.
Das Gemeindegebiet erstreckt sich vom Gipfel des Niesen im Nordwesten bis zum Gipfel der Blüemlisalp mit 3664 Metern über Meer. Dazwischen liegt der tiefste Punkt auf 690 Metern über Meer. Auf ca. 120 Alpbetrieben werden Vieh und Schafe gesömmert. Die Natur- und Kulturlandschaft des Kientals ist bei Wanderern beliebt.

## Geschichte

Luftbild (1952)

Die Alpen wurden vermutlich schon in keltischer Zeit bewohnt, wie die keltische Namensgebung des Flusses Kander, bedeutet «die Weisse», und des Baches Suld, bedeutet «Graben», beweisen. Der Name Reichenbach stammt vom althochdeutschen rihhi («reich, mächtig») und dem Wort bah («Bach»).
Die Gemeinde gehörte früher zur Herrschaft Mülenen-Aeschi im Frutigland. Oberhalb Kien finden sich die Spuren einer einstigen Burg (Burgruine Mülenen), von der wahrscheinlich das Geschlecht der Freiherren von Kien, der ersten bekannten Herren von Mülinen, seinen Anfang nahm. Um 1400 verkaufte der Lehnsherr Anton von Turm die Herrschaften Mülenen-Aeschi und Frutigen für 6200 Florentiner Gulden dem Stand Bern. Seit 1528 ist Reichenbach eine selbständige Kirchgemeinde. Im 16. Jahrhundert nahm der Durchgangsverkehr zu den Bädern in Leukerbad (Wallis) an Bedeutung zu. Aus dieser Zeit stammen die ersten Gasthäuser, wie z. B. der «Bären» (1542 erbaut) in Reichenbach.
Die Armut zwang im 17. und 18. Jahrhundert viele Leute zur Auswanderung. Erst die Entwicklung der Verkehrswege brachte dem Frutigtal im 19. Jahrhundert einen wirtschaftlichen Aufschwung. Seit 1899 besteht ein Postverkehr von Reichenbach nach Kiental. 1930 wurde der Kutschenverkehr durch das Postauto ersetzt und bis auf die Griesalp ausgedehnt. Das letzte Stück der Strecke Kiental–Griesalp ist mit bis zu 28 Prozent Steigung die steilste Bergpoststrecke Europas. Mit der Eröffnung der Lötschberglinie durch den Lötschbergtunnel 1913 erhielt das Kandertal den Anschluss an die «weite Welt». Während des Zweiten Weltkriegs wurde der Flugplatz Reichenbach im Rahmen des Reduit gebaut. Seit 1910 kann von der Talstation Mülenen mit der Niesenbahn, einer Standseilbahn, auf den Niesen (2362 Höhenmeter) gefahren werden.
Zur Reinigung des Abwassers wurde die Gemeinde an die ARA Thunersee in der Uetendorfer Allmend angeschlossen.
Am 22. August 2005 wurde das gesamte Dorf von der über die Ufer tretenden Kiene überschwemmt. Es kam zu schweren Sachschäden. Besonders schwer getroffen wurde der Dorfteil Kien, der während mehrerer Tage unter Wasser stand. Insgesamt mussten 300 Personen evakuiert werden, und rund 100 Häuser wurden von den Wassermassen in Mitleidenschaft gezogen.

## Politik
Bei den Nationalratswahlen 2023 betrugen die Wähleranteile in Reichenbach im Kandertal (in Klammern die Veränderung im Vergleich zu den Wahlen 2019 in Prozentpunkten): SVP 52,56 % (−1,58), glp 10,60 % (+0,17), EDU 9,72 % (+4,32), SP 7,27 % (+0,57), Mitte 5,26 % (−1,29), FDP 4,46 % (−0,47), Grüne 3,60 % (−0,77), EVP 3,36 % (+0,84), SD 0,56 % (−0,19).

## Sehenswürdigkeiten

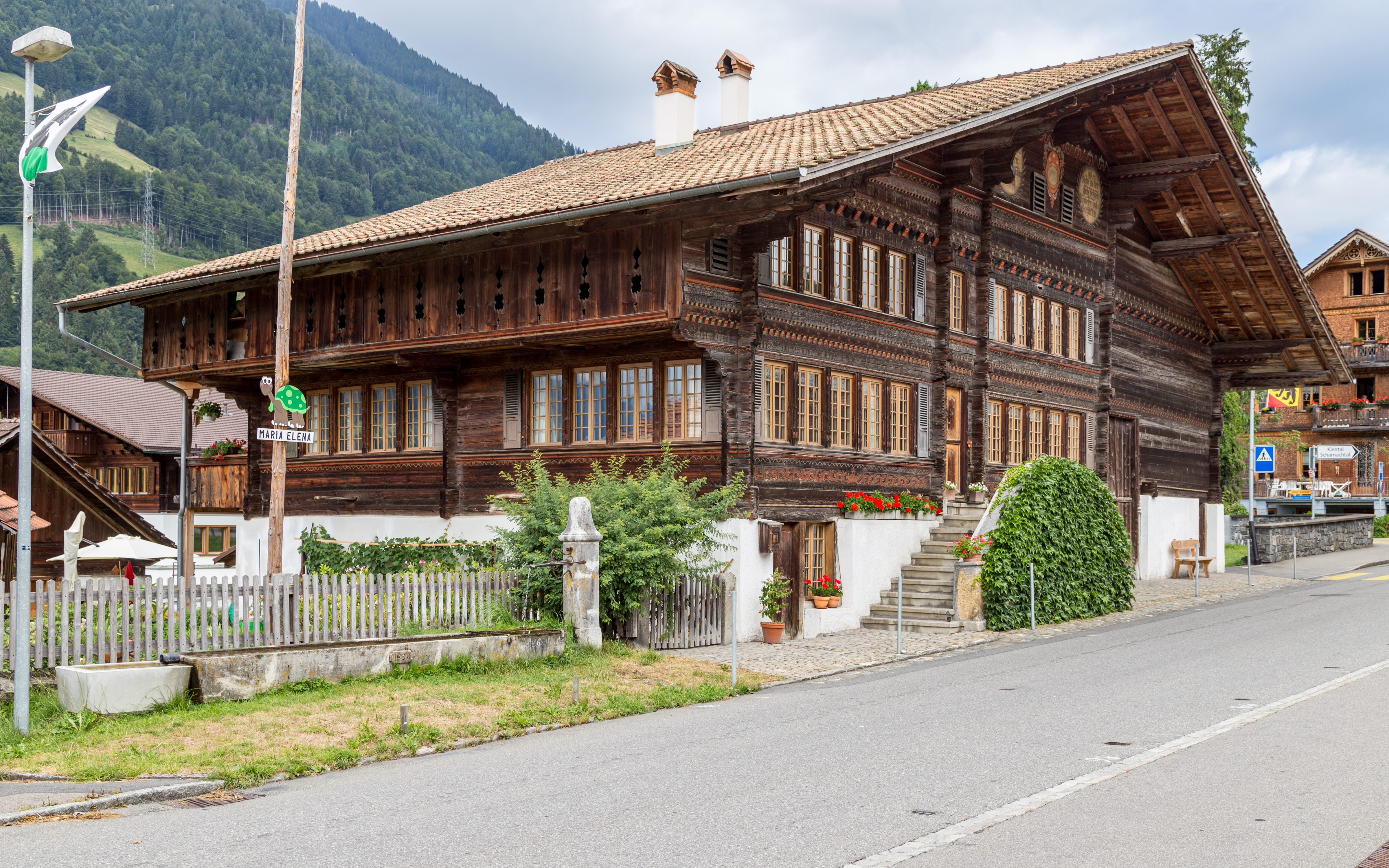
Unteres Stuckihaus bzw. Notar-Sieber-Haus

## Persönlichkeiten
- Fritz Hari (1928–2024), Politiker
- Marvin James (* 1989), Snowboarder